# Казино «Рояль» (Climax!)
Казино́ «Роя́ль» (англ. Casino Royale) — третий эпизод первого сезона сериала-антологии «Climax!» 1954 года производства США, снятый по одноимённому роману Иэна Флеминга и ставший первой экранизацией приключений Джеймса Бонда.

## Сюжет
Лё Шиффр — глава крупного прокоммунистического профсоюза во Франции — использует полученные из Советского Союза средства не только для шпионской деятельности, но и в целях личного обогащения. Большие суммы были вложены им в публичные дома, однако во Франции запретили проституцию, и Ле Шифр разорился. Из СССР к нему направляются агенты-ликвидаторы. Ле Шифр решает поставить последние деньги из кассы профсоюза на карточную игру в казино «Рояль», чтобы отыграться и спастись. Ему будет противостоять агент Джеймс Бонд, который должен не допустить возвращения Ле Шифра в большую политику.

## В ролях
- Барри Нельсон — Джеймс Бонд
- Линда Кристиан — Валери Матис
- Питер Лорре — Лё Шиффр
- Майкл Пате — Кларенс

## История создания
В 1954 году телерадиосеть CBS за 1000 долларов приобрела у Иэна Флеминга право на часовую телепостановку его первого романа — «Казино „Рояль“», которая вошла в телевизионный цикл Climax!. Авторами телевизионной адаптации выступили Энтони Эллис и Чарлз Беннетт, известный по совместным работам c Альфредом Хичкоком «Тридцать девять ступеней» и «Саботаж». В силу временных ограничений, накладываемых продолжительностью телеверсии, сценаристам пришлось удалить множество деталей, присутствующих в книге, однако фильм сохранил накал действий оригинала, в особенности в третьем акте.
Роль Джеймса Бонда, который в отличие от персонажа книг Флеминга в фильме является агентом американской разведки, исполнил американский актёр Барри Нельсон.